# Thrixspermum laurisilvaticum
Thrixspermum laurisilvaticum är en orkidéart som först beskrevs av Noriaki Fukuyama, och fick sitt nu gällande namn av Leslie Andrew Garay. Thrixspermum laurisilvaticum ingår i släktet Thrixspermum och familjen orkidéer. Inga underarter finns listade i Catalogue of Life.